# Pyronia flava
Pyronia flava är en fjärilsart som beskrevs av Wheeler 1903. Pyronia flava ingår i släktet Pyronia och familjen praktfjärilar. Inga underarter finns listade.